# Catálogo razonado

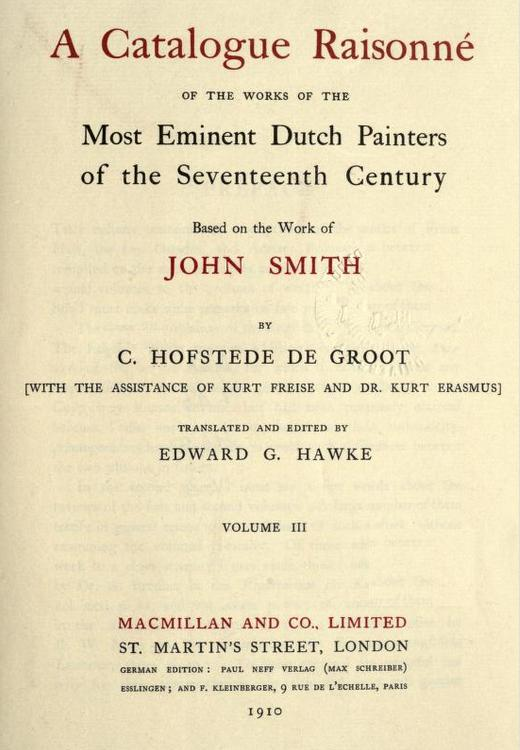
Cornelis Hofstede de Groot - Un catalógo razonado de los trabajos completos del eminente pintor neerlandés del basado en el trabajode John Smith.Traducido y editado po Edward G. Hawke v3 1910.jpg

Un catálogo razonado (en francés: catalogue raisonné, término utilizado también en inglés) es un texto erudito de consulta en el que se documentan y describen todos los grabados conocidos realizados por un artista en particular. En la información se suele incluir el título, los títulos alternativos, la fecha, la técnica, el tamaño de la tirada, el formato de la imagen, el papel empleado y otros datos pertinentes. El término, utilizado por los grabadores, comerciantes y coleccionistas, se aplica también a catálogos similares de pintura, escultura, dibujo, acuarela u otras obras del mismo artista o taller.